# Uga Skulme
Uga Skulme (20 de maig de 1895 - 6 de novembre de 1963) fou un artista letó.
Skulme va néixer a Jēkabpils, Curlàndia. Va estudiar a la facultat de dret de la Universitat de Sant Petersburg de Rússia, complementant els seus estudis amb assistència a algunes acadèmies d'art russes. A nivell d'estil fou un dels impulsors de la Nova Objectivitat i la seva obra ha sigut comparada amb Aleksandra Belcova pel seu ús de les formes estàtiques, les games de colors freds i l'estil metàl·lic de les seves obres. Fou un dels integrants del Grup d'Artistes de Riga entre 1921 i 1939 i director de l'Institut Popular de Belles Arts de Riga entre 1927 i 1927. També ho fou d'un estudi propi entre 1923 i 1927. Va ser professor a l'Acadèmia Estatal Letona d'Art el 1941 i de nou entre 1945 i 1963. També va col·laborar amb la revista Daugava i fou un dels editors de l'Enciclopèdia Letona entre 1928 i 1940.